# Niederer Adel
Der niedere Adel oder Niederadel bezeichnet, im Gegensatz zum hohen Adel, jene Adeligen, die nicht reichsständisch waren, sondern aus den Ministerialen des Frühmittelalters hervorgegangen waren. Im Laufe des Spätmittelalters differenzierte sich der Niederadel in den Reichsadel und den landständischen Landesadel. In Österreich-Ungarn zählten bis zur Abschaffung des Adels Titulargrafen, Barone, Edle, Ritter und Nobilitierte zum Niederadel.